# Christopher Rush
Christopher Rush (født 1965, død 10. februar 2016) var illustrator for Magic: The Gathering. I alt illustrerede han over 100 kort i serien. Det meste af hans arbejde blev lavet i de tidlige serier. Han var kunstneren bag det dyreste kort i spillet: Black Lotus.
Mens Pokemon TCG stadig var ejet af Wizards of the Coast, illustrerede han ligeledes Promo Pokémon (102-151)#Mewtwo #12, der blev frigivet i april 2000-nummeret af Nintendo Power. Christopher Rush var den første kunstner, der ikke var fra Japan, som illustrerede et Pokémon card, og han er stadig en af de få. 
Det mest kostbare kort som Christopher Rush tegnede var Black Lotus.